# Hällsjön (Östmarks socken, Värmland)
Hällsjön är en sjö i Torsby kommun i Värmland och ingår i Göta älvs huvudavrinningsområde. Sjön är 21,2 meter djup, har en yta på 0,412 kvadratkilometer och är belägen 403,1 meter över havet. Sjön avvattnas av vattendraget Tvärån. Vid provfiske har abborre och röding fångats i sjön.

## Delavrinningsområde
Hällsjön ingår i det delavrinningsområde (669830-132249) som SMHI kallar för Utloppet av Hällsjön. Medelhöjden är 417 meter över havet och ytan är 1,11 kvadratkilometer. Det finns inga avrinningsområden uppströms utan avrinningsområdet är högsta punkten. Tvärån som avvattnar avrinningsområdet har biflödesordning 4, vilket innebär att vattnet flödar genom totalt 4 vattendrag innan det når havet efter 394 kilometer. Avrinningsområdet består mestadels av skog (54 procent). Avrinningsområdet har 0,41 kvadratkilometer vattenytor vilket ger det en sjöprocent på 37 procent.